# 茹尔·盖得

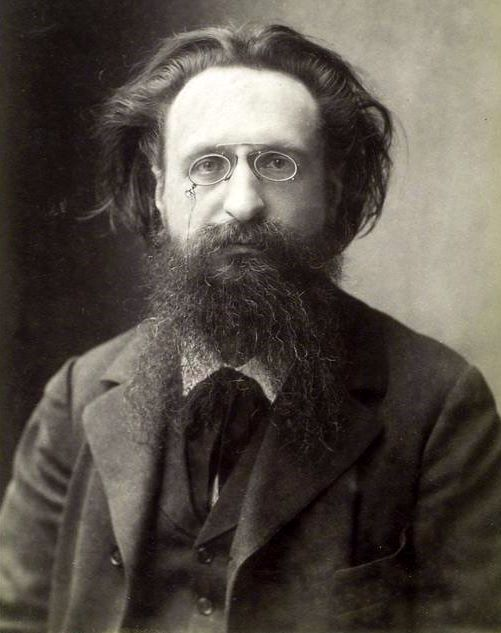
茹尔·盖得

茹尔·盖得（法語：Jules Guesde，法語發音：[ʒyl ɡɛːd]；1845年11月11日—1922年6月28日）是法国的一个社会主义政治家。
1845年11月11日生于巴黎的一个知识分子家庭。1870年起在《人权报》工作，后因反对普法战争被判刑。1871年6月，流亡瑞士，受巴枯宁影响。1877年11月，创办《平等报》。在1880年和1882年的法国社会主义工人联盟代表大会上反对可能派。1882年，与卡爾·馬克思女婿保罗·拉法格建立工人党（1883年，改名为法国工人党）。1893年起数度担任众议院议员。1900年第二国际大会，盖得独自坚持无产阶级专政观点。1901年，法国工人党与革命社会党合并为革命社会主义团结（1902年，改名为法兰西社会党）。一战后，成为民族主义者。1914年，在神聖同盟政府中任国务部长，2年后辞职。1922年6月28日，病逝。